# Adaeulum bicolor
Adaeulum bicolor is een hooiwagen uit de familie Triaenonychidae. De wetenschappelijke naam van Adaeulum bicolor gaat terug op Lawrence.